# Margitesia
Margitesia là một chi bướm đêm thuộc họ Erebidae.